# БМД-20
200 мм рекативна система за залпов огън БМД-20 (РСЗО БМД-20) е приета на въоръжение в Съветската армия през 1951 г. Създадена е от СКБ МОП под ръководството на В. П. Бармин.